# Kammgräser
Die Kammgräser (Cynosurus) sind eine Pflanzengattung innerhalb der Familie der Süßgräser (Poaceae). Die etwa zehn Arten kommen in Makaronesien, im Mittelmeerraum und in Südwestasien vor.

## Beschreibung

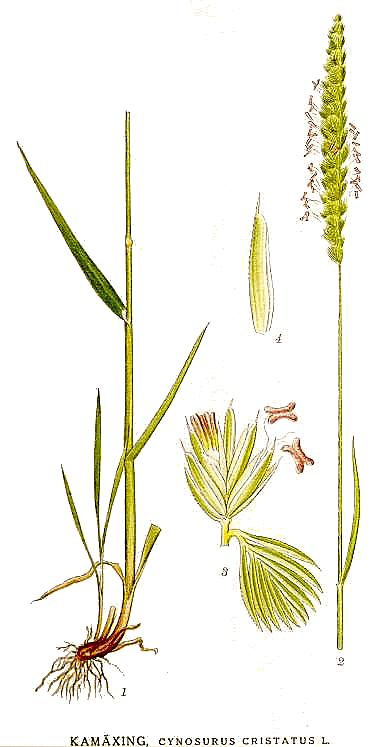
Illustration des Wiesen-Kammgras (Cynosurus cristatus)

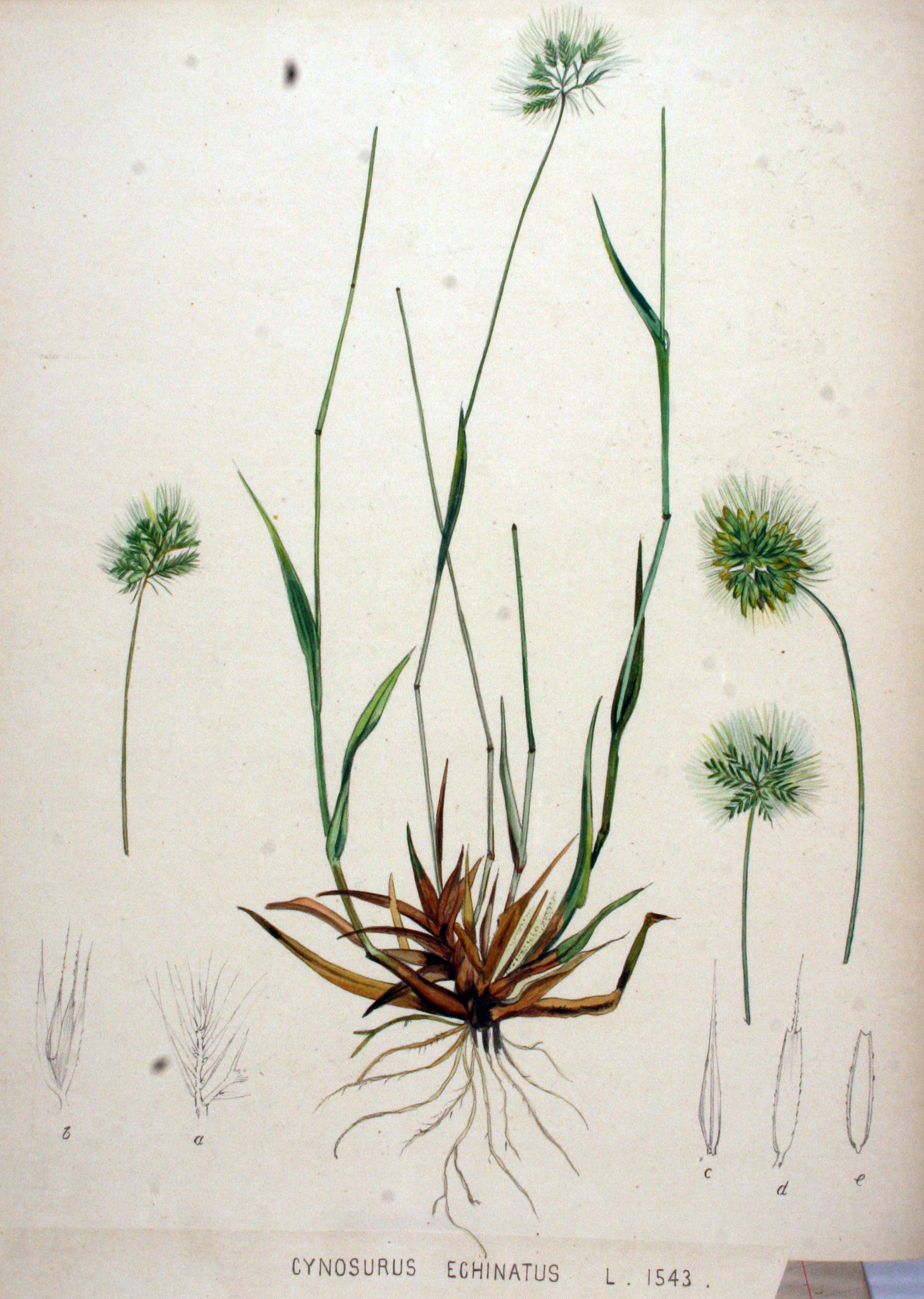
Illustration aus Flora Batava, Volume 20 des Grannen-Kammgras (Cynosurus echinatus)

### Vegetative Merkmale
Die Kammgras-Arten sind einjährige oder ausdauernde krautige Pflanzen. Die Halme stehen aufrecht oder gekniet-aufsteigend.
Die wechselständig am Halm angeordneten Laubblätter sind in Blattscheide und Blattspreite gegliedert. Bei den Erneuerungstrieben sind die Blattscheiden fast bis zum oberen Ende verwachsen, reißen leicht auf. Bei den Halmblättern sind die Blattscheiden bis zum Grund offen, glatt und kahl. Das Blatthäutchen ist ein häutiger Saum. Die einfachen Blattspreiten sind flach. In der Knospenlage ist sie zusammengerollt.

### Generative Merkmale
Der sehr dichte, langgestreckte, ei- oder kopfförmige, ährenrispe Blütenstand ist meist einseitswendig. Die Ährchen sind kurz gestielt und enthalten meist zwei bis fünf, selten nur eine Blüte, die alle zwittrig sind. Die Ährchen sind 3 bis 10 Millimeter lang und seitlich zusammengedrückt. Unterhalb jedes Ährchens befindet sich eine kammförmige Hülle, die ein steriles Ährchen mit leeren Spelzen darstellt. Mehrere (sterile und fertile) Ährchen stehen zu kurz gestielten Ährchengruppen zusammen. Diese Gruppen stehen an der Seite der Hauptachse. Die Hüllspelzen sind fast gleich, einnervig, spitz, gekielt und häutig bis zarthäutig. Die Deckspelzen sind drei- bis fünfnervig, derbhäutig. Oben sind sie spitz oder abgerundet oder eingekerbt, mit kurzer Stachelspitze oder eher meist begrannt. Die Vorspelzen sind zweinervig und in etwa so lang wie die Deckspelzen. Oben sind sie kurz zweispitzig, ihre Kiele sind rau.
Es gibt drei Staubblätter. Der Fruchtknoten ist eiförmig und kahl. Die beiden kurzen Griffel stehen endständig und tragen federige Narben.
Zur Reife fallen die Blütchen einzeln aus den Hüllspelzen aus, die stehenbleiben. Die Karyopse ist kahl und hängt an der Vorspelze. Der Embryo ist sehr klein und nimmt nur rund ein Achtel der Fruchtlänge ein. Der Nabel ist punktförmig.
Die Chromosomengrundzahl beträgt x = 7.

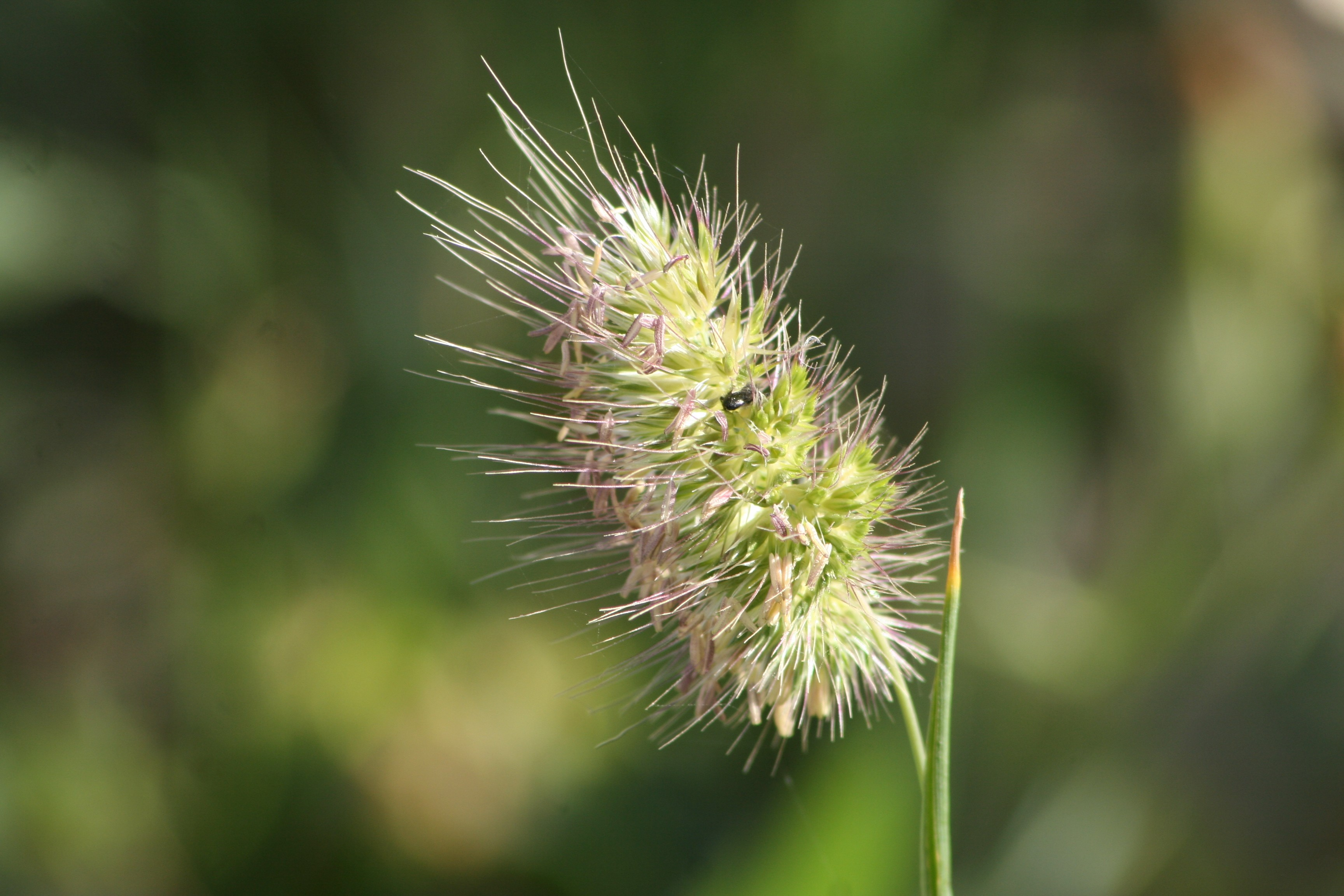
Grannen-Kammgras (Cynosurus echinatus)

## Systematik und Verbreitung
Die Gattung Cynosurus wurde 1753 durch Carl von Linné in Species Plantarum, 1, Seite 72 aufgestellt. Synonyme für Cynosurus L. sind: Falona Adans., Phalona Dumort. orth. var.
Die Gattung Cynosurus gehört zur Subtribus Poinae aus der Tribus Poeae in die Unterfamilie Pooideae innerhalb der Familie Poaceae.
Die Gattung Cynosurus hat ihr Mannigfaltigkeitszentrum in Nordafrika, vier der insgesamt zehn Arten sind weiter verbreitet und kommen auch in Europa und Südwestasien vor.
Zur Gattung Cynosurus gehören etwa zehn Arten:
- Cynosurus balansae Coss. & Durieu: Sie kommt nur in Marokko und Algerien vor.
- Cynosurus coloratus Steud. (Syn. Cynosurus callitrichus Barbey): Sie kommt in Libyen, Ägypten, Zypern, Libanon, Syrien, Jordanien[6] und Israel[6] vor, eine Angabe aus Kreta ist zweifelhaft.[7]
- Wiesen-Kammgras[8] (Cynosurus cristatus L.): Sie kommt von Europa[9] bis zum Iran und auf den Azoren[3] vor; sie ist im Lu Shanin in Jiangxi,[1] in Nordamerika, Australien und Neuseeland ein Neophyt.
- Grannen-Kammgras[8] (Cynosurus echinatus L.): Sie kommt auf den atlantischen Inseln und vom Mittelmeerraum bis zum Himalaja vor.[3]
- Cynosurus effusus Link (Syn. Cynosurus elegans auct. non Desf.[7]): Sie ist auf den Kanaren, auf Madeira, im Mittelmeerraum ostwärts bis zum Iran verbreitet.[7][5][10]
- Cynosurus elegans Desf.: Sie kommt vom Mittelmeerraum bis zum Iran vor.[3]
- Cynosurus junceus Murb.: Dieser Endemit kommt nur im nordöstlichen Libyen vor.[3]
- Cynosurus peltieri Maire: Sie kommt nur in Algerien und Tunesien vor.[3]
- Cynosurus polybracteatus Poir.: Sie kommt nur in Algerien und Tunesien vor.[3]
- Cynosurus turcomanicus Proskur.: Sie kommt in Zentralasien vor.[3]